# یزن العرب
یزن العرب (عربی: يَزَن مُوسى مَحمُود أَبُو الْعَرَب؛ زادهٔ ۳۱ ژانویهٔ ۱۹۹۶) بازیکن فوتبال اهل اردن است.
از باشگاه‌هایی که در آن بازی کرده‌است می‌توان به باشگاه فوتبال الجزیره (امان) اشاره کرد.
وی همچنین در تیم‌های ملی فوتبال زیر ۲۳ سال اردن و اردن بازی کرده‌است.